# HD 319
HD 319，又名CD-23 13，SAO 166066、HR 12，是一颗恒星，视星等为5.94，位于銀經55.56，銀緯-79.07，其B1900.0坐标为赤經0h 2m 40.3s，赤緯-23° -79.07′ 52″。